# Mikroelektrodenarray
Mikroelektrodenarrays (MEAs) oder Multielektrodenarrays sind Geräte, die mehrere Plättchen oder Nadeln enthalten, durch die neuronale Signale aufgenommen oder abgegeben werden können. Sie dienen damit als neuronale Schnittstelle, die Nervenzellen mit elektronischen Schaltungen verbinden können. Es gibt zwei Klassen von MEAs: implantierbare MEAs, die in vivo benutzt werden, und nicht implantierbare MEAs, die in vitro benutzt werden.

## Theorie
Wenn Neuronen oder Muskelzellen angeregt werden, fließen Ionenströme durch ihre Membranen. Dadurch werden Ladungspotentiale innerhalb und außerhalb der Zelle geändert. Bei der Aufzeichnung wandeln die Elektroden des MEA die Potentialänderung, die durch den Ionenfluss hervorgerufen wird (was einer Spannungsänderung durch eine Verschiebung der Ladungsträger Ionen entspricht), in einen Stromfluss um (was einer Verschiebung der Ladungsträger Elektronen entspricht). Werden die Elektroden der MEAs zur Stimulation benutzt, so wandeln sie Stromfluss von außen in Ionenfluss im Medium um. Dies veranlasst die spannungsaktivierten Natrium-Ionenkanäle der Membran einer erregbaren Zelle zur Depolarisation. Dadurch wird bei einer Nervenzelle ein Aktionspotential, bei einer Muskelzelle eine Verkürzung ausgelöst.
Größe und Form des aufgezeichneten Signals hängen von mehreren Faktoren ab:
- der Art des Mediums, in dem sich die Zelle oder die Zellen befinden (z. B. Leitfähigkeit, Kapazität und Homogenität).
- der Art der Kontakte zwischen der Zelle und dem MEA (z. B. Fläche des Kontaktes und dessen Dichte).
- der Art der MEA Elektrode selbst (z. B. Geometrie, Impedanz).
- Von der analogen Signalverarbeitung (z. B. Verstärkung, Bandbreite).
- der digitalen Signalverarbeitung (z. B. Abtastrate, Art der Verarbeitung).

Bei der Aufnahme einer einzelnen Zelle, die eine ebene Elektrode teilweise bedeckt, ist die Spannung an der Kontaktfläche etwa gleich der Spannung der überlappenden Region der Zelle mit der Elektrode, multipliziert mit dem Verhältnis des Oberflächenbereiches der überlappten Region mit der Gesamtoberfläche der Elektrode, oder:
{\displaystyle U_{\text{Kontakt}}=U_{\text{Überlappung}}\times {\frac {A_{\text{Überlappung}}}{A_{\text{Elektrode}}}}}
vorausgesetzt, der Bereich um die Elektrode ist gut isoliert und hat eine kleine Kapazität. Die Formel beruht darauf, dass die Elektrode, die Zelle und die Umgebung als Schaltung modelliert sind. Ein alternatives Hilfsmittel, das Verhalten Zelle-Elektrode vorherzusagen, ist eine Modellierung auf der Grundlage einer geometriebasierten Finite-Elemente-Methode, die versucht, die Begrenzungen durch eine zu vereinfachte Darstellung des Systems in einem kompakten Schaltplan zu umgehen.
Ein MEA kann auch dazu benutzt werden, elektrophysiologische Versuche an Gewebeproben oder Zellkulturen durchzuführen. Bei Gewebeproben bleiben die Verbindungen zwischen den Zellen innerhalb der Probe mehr oder weniger erhalten, während sie bei Zellkulturen nicht vorhanden sind. In Zellkulturen neuronaler Zellen bilden sich spontan neuronale Netze.
Es zeigt sich, dass die Spannungshöhe, die eine Elektrode abgibt, umgekehrt proportional zum Abstand einer Zelle von ihrer Depolarisation ist. Deshalb kann es notwendig sein, die Zellen so nahe an der Elektrode wie möglich zu züchten oder sonst zu platzieren. Bei Gewebeproben bildet sich aufgrund von Ödemen eine Lage elektrisch passiver toter Zellen um den Schnitt herum. Ein Weg, damit umzugehen, sind MEAs mit dreidimensionalen Elektroden, die fotolitografisch hergestellt werden. Diese dreidimensionalen Elektroden durchdringen die Lage der toten Zellen der Gewebeprobe und vermindern den Abstand zwischen den lebenden Zellen und der Elektrode. In Zellkulturen ist eine gute Haftung der Zellen auf dem MEA Substrat wichtig für stabile Signale.

## Geschichte
Die ersten implantierbaren Arrays waren Feindrahtarrays, die in den 1950er Jahren entwickelt wurden. Das erste Experiment, das mit ebenen Elektroden stattfand, um Signale von Zellkulturen aufzuzeichnen, wurde 1972 von C.A. Thomas, Jr. und seinen Kollegen durchgeführt. Der Aufbau bestand aus einem Array von 2 × 15 Goldelektroden, die mit Platin beschichtet waren, jeweils 100 µm voneinander entfernt. Eine Zellkultur von aus embryonalen Hühnern gewonnenen Muskelfasern, die auf dem MEA kultiviert wurde, lieferte bei der Aufzeichnung Signale mit einer Amplitude bis 1 mV. MEAs wurden unabhängig von den Arbeiten von Thomas von G. Gross und seinen Kollegen 1977 gebaut und genutzt, um die Elektrophysiologie von Schneckenganglien zu untersuchen. 1982 entdeckte Gross spontane elektrophysiologische Aktivität bei Zellkulturen von Rückenmarkszellen und stellte fest, dass die Aktivität sehr temperaturabhängig war. Unterhalb von 30 ˚C sinkt die Amplitude rasch auf sehr kleine Werte.
Vor den 1990er Jahren bestanden für Labore, die mit MEAs forschen wollten, bedeutende Einstiegsbarrieren durch die kundenspezifische Produktion der MEAs und die Software, die sie zu entwickeln hatten. Als jedoch immer preiswertere Computer und kommerzielle MEA Hard- und Software verfügbar wurde, waren viele andere Labore ebenfalls in der Lage, Forschung mit MEAs zu betreiben.

## Typen
Mikroelektrodenarrays können über ihre potentielle Einsetzbarkeit in Unterkategorien aufgeteilt werden: In-vitro- und In-vivo-Arrays.

### Typen vonIn-vitro-Arrays
Der Standardtyp des In-vitro-MEA hat ein Raster von 8 × 8 oder 6 × 10 Elektroden. Die Elektroden bestehen typischerweise aus Indiumzinnoxid oder Titan und haben Durchmesser von 10 bis 30 µm. Diese Arrays werden für Zellkulturen oder Gewebeproben aus dem Gehirn benutzt.
Eine Herausforderung bei In-vitro-MEAs war die Bildgebung mit Mikroskopen, die hochauflösende Linsen benutzen und einen geringen Arbeitsabstand im Bereich von Mikrometern brauchen. Um dieses Problem zu vermeiden, wurden „dünne“ MEAs gefertigt, die ein abdeckendes Glas benutzen. Diese Arrays haben einen Durchmesser von etwa 180 µm, wodurch sie auch mit hochauflösenden Linsen benutzt werden können.
Bei einer anderen speziellen Bauart sind 60 Elektroden in ein 6×5-Array aufgeteilt, die 500 µm Abstand haben. Die Elektroden innerhalb einer Gruppe haben einen Abstand von 30 µm und haben einen Durchmesser von 10 µm. Arrays wie diese werden benutzt, um lokale neuronale Antworten und gleichzeitig funktionale Zusammenhänge des organischen Gewebes zu untersuchen.
Die räumliche Auflösung ist einer der besonderen Vorteile der MEAs. Sie erlaubt es, Signale aufzuzeichnen, die über große Distanzen gesendet werden, und dies mit hoher Präzision, wenn ein hochauflösendes MEA benutzt wird. Diese Arrays haben üblicherweise ein quadratisches Gitter von 256 Elektroden, welches eine Fläche von 2,8 × 2,8 mm abdeckt.
Eine deutlich bessere Auflösung wird durch CMOS-basierte high-density Mikroelektrodenarrays ermöglicht, die tausende von Elektroden mit integrierter Auslese- und Stimulationsschaltkreisen auf kompakten Chips mit der Größe eines Fingernagels aufweisen. Sogar die Signalausbreitung entlang einzelner Axone konnte gezeigt werden. Um Signale guter Qualität aufnehmen zu können, müssen Gewebe und Elektroden in engem Kontakt zueinander stehen. Gelochte MEAs legen einen Unterdruck an die Öffnungen des Substrats, damit das Gewebe auf den Elektroden positioniert werden kann, um den Kontakt und damit die Signale zu verbessern.

### Typen vonIn-vivo-Arrays
Die drei Hauptkategorien implantierbarer MEAs sind: Feindraht-, Silizium basierende und flexible Mikroelektrodenarrays.
- Die Feindraht-MEAs sind hauptsächlich aus Edelstahl oder Wolfram hergestellt und können dazu benutzt werden, die Lage individuell aufgezeichneter Neuronen durch Triangulation zu bestimmen.
- Silizium basierende Mikroelektrodenarrays enthalten zwei spezielle Modelle: Michigan und Utah Arrays.
  - Michigan-Arrays ermöglichen sowohl eine höhere Dichte der Sensoren bei der Implantation als auch eine höhere räumliche Auflösung als Feindrahtarrays. Bei ihnen ist auch die Messung der Signale entlang der Nadeln möglich und nicht nur an dessen Ende.
  - Utah-Arrays sind dreidimensional und bestehen aus 100 leitenden Siliziumnadeln. Bei Utah-Arrays können die Signale aber nur von den Spitzen der Nadeln empfangen werden, was die Menge der Information begrenzt, die zu einem Zeitpunkt aufgezeichnet werden kann. Sie werden außerdem in festen Größen und Parametern hergestellt, während bei den Michigan-Arrays größere Freiheitsgrade bei der Herstellung gegeben sind.
- Flexible Mikroelektrodenarrays, die aus Polyimid, Parylene oder Benzocyclobuten hergestellt werden, haben gegenüber den festen Mikroelektrodenarrays den Vorteil, dass sie eine engere mechanische Verbindung eingehen, da der Elastizitätsmodul von Silizium viel höher ist als der von Gehirngewebe, was zu Entzündungen führen kann.[7]

## Methoden der Datenverarbeitung
Die 'Basiseinheit' der Kommunikation zwischen Nervenzellen ist, zumindest in elektrischer Hinsicht, das Aktionspotenzial. Es wird vermutet, dass dieses „Alles-oder-nichts“-Phänomen am Axonhügel seinen Ursprung hat und eine Depolarisation der zellulären Umgebung zum Ergebnis hat, die sich über das Axon ausbreitet. Der Ionenfluss durch die zelluläre Membran verursacht einen deutlichen Spannungswechsel in der extrazellulären Umgebung, was die Elektroden des MEA letztendlich detektieren. Deshalb werden die Zählung der Spannungsspitzen und deren Sortierung häufig bei Untersuchungen zur Einstufung von Netzwerkaktivitäten herangezogen.

## Vorteile
Grundsätzlich ist der große Vorteil der In-vitro-Arrays verglichen mit traditionelleren Methoden wie der Patch-Clamp-Technik:
- Es können viele Elektroden gleichzeitig eingesetzt werden.
- Es ist möglich, im gleichen Versuch sowohl Experimentalelektroden als auch Kontrollelektroden einzusetzen.
- Es ist möglich, unterschiedliche Orte für die Aufzeichnung innerhalb eines Arrays auszuwählen.
- Es ist möglich, gleichzeitig von unterschiedlichen Orten Daten aufzuzeichnen.
- Die Benutzung kann als nicht invasiv bezeichnet werden, da die Zellmembran nicht, wie bei den meisten Konfigurationen der Patch-Clamp-Technik, durchstoßen werden muss.

Bei In-vivo-Arrays ist die hohe räumliche Auflösung ein großer Vorteil gegenüber der Patch-Clamp-Technik. Mit implantierbaren Arrays können Signale einzelner Nervenfasern erfasst werden, womit Informationen zu Position oder Geschwindigkeit einer motorischen Bewegung aufgenommen werden können, womit z. B. eine Prothese gesteuert werden kann.

## Nachteile
Verglichen mit Patch-Clamp- oder Dynamic-Clamp-Techniken haben In-vitro-MEAs eine geringere räumliche Auflösung. Deshalb sind sie weniger gut geeignet, um einzelne Zellen zu stimulieren. Die Komplexität der Signale, die eine MEA Elektrode an andere Zellen senden kann, ist gering verglichen mit den Möglichkeiten der Dynamic-Clamp-Technik.
Es sind einige biologische Reaktionen auf die Implantation von Mikroelektrodenarrays bekannt, insbesondere bei dauerhafter Implantation. Die wichtigsten Effekte sind: Verlust neuronaler Zellen, Gliose und Ausfall von Elektroden. Die Reaktion des Gewebes auf die Implantation hängt unter anderem von der Größe der MEA-Nadeln, deren Abstand, Materialzusammensetzung und der Zeitdauer der Implantation ab. Die Reaktion des Gewebes wird üblicherweise in eine kurzfristige und eine langfristige Reaktion unterschieden. Die kurzfristige Reaktion ereignet sich innerhalb von Stunden nach der Implantation und beginnt mit einer erhöhten Anzahl von Astrozyten und Gliazellen in der Umgebung des Arrays. Die angreifenden Mikroglia verursachen eine Entzündung und eine Phagozytose des fremden Materials beginnt. Mit der Zeit sammeln sich um das Array herum Astrozyten und Mikroglia an und formen eine Hülle um das Array, die sich über mehrere 10 µm ausdehnen kann. Dies vergrößert nicht nur den Abstand zwischen den Nadeln, sondern isoliert diese auch, wodurch eine höhere Impedanz gemessen wird. Die Probleme bei der dauerhaften Implantation der Arrays war die Triebkraft zur Forschung an ihnen. Eine neue Studie untersuchte die neurodegenerativen Effekte der Entzündungen, die bei dauerhaften Implantationen entstehen. Immunhistochemische Marker zeigten die überraschende Anwesenheit von hyperphosphorylierten Tau-Proteinen, einem Indikator für die Alzheimer-Krankheit, in der Nähe der Aufzeichnungselektroden. Die Phagozytose des Elektrodenmaterials wirft auch die Frage nach der biologischen Reaktion auf. Forschungen weisen darauf hin, dass diese gering ist und nach 12 Wochen in vivo praktisch verschwunden ist. Forschungen zur Verminderung der negativen Effekte der Implantation wurden zur Oberflächenbeschichtung mit Polymeren wie Laminin oder mit ausschwemmbaren Medikamenten durchgeführt.

## Anwendungen

### In-vitro-Anwendungen
In Kulturen neuronaler Zellen scheint sich die pharmakologische Reaktion nicht zu ändern oder zu vermindern verglichen mit In-vivo-Modellen, so dass sich vermuten lässt, dass MEAs für Studien an solchen Kulturen eine einfacher kontrollierbare Umgebung darstellen. Es gab bislang eine ganze Anzahl pharmakologischer Studien mittels MEAs, z. B. Studien mit Ethanol.
MEAs wurden schon als Schnittstelle zur Steuerung von nicht-biologischen Systemen durch neuronale Zellkulturen eingesetzt. MEAs können als Schnittstelle eines Neuronal-Computers benutzt werden. So wurden Zellkulturen von Hirn-Nerven-Zellen von Ratten in einem geschlossenen Regelkreis benutzt, um Reiz-Reaktions-Rückkopplungen eines Animat in einer virtuellen Umgebung zu steuern.
Ein System für einen Regelkreis für ein Reiz-Reaktions-Modell, das MEAs benutzt wurde von Dr. Potter, Dr. Mandhavan, Dr. DeMarse sowie Mark Hammond, Kevin Warwick, und Ben Whalley in der University of Reading gebaut. Etwa 300.000 Nervenzellen von Ratten waren auf MEAs platziert, die mit den Motoren und den Ultraschall-Sensoren eines Roboters verbunden waren, der darauf trainiert wurde, Hindernissen auszuweichen.
Mit MEAs wurde das Feuern der Nervenimpulse in Gewebeproben aus dem Hippocampus untersucht.

### In-vivo-Anwendungen
Es gibt mehrere implantierbare Schnittstellen, die derzeit in der Medizin verfügbar sind:
- Hirnschrittmacher
- Cochleaimplantate
- Herzschrittmacher

Hirnschrittmacher haben sich bei der Behandlung von Bewegungsstörungen wie bei der Parkinson-Krankheit bewährt. Cochleaimplantate haben schon vielen geholfen, besser zu hören, indem der Hörnerv angeregt wird. Aufgrund ihrer bemerkenswerten Fähigkeiten sind MEAs ein bedeutendes Forschungsfeld in den Neurowissenschaften. Untersuchungen legen nahe, dass MEAs tiefere Einsichten in Prozesse wie Gedächtnisbildung und Wahrnehmung liefern können und therapeutisch wertvoll sein können für Zustände wie Epilepsie, Depression oder Zwangsstörungen. In einem Projekt mit dem Namen BrainGate (siehe Video bei den Weblinks) wurden klinische Versuche durchgeführt, bei denen Schnittstellen für die Wiederherstellung der motorischen Steuerung bei Wirbelsäulenverletzungen oder als Behandlung von ALS eingesetzt wurden. MEAs haben die hohe Auflösung, die notwendig ist, um zeitvariante Signale aufzuzeichnen, womit sie sowohl für die Steuerung als auch für die Rückkopplung von Prothesen geeignet sind, wie das Kevin Warwick, Mark Gasson und Peter Kyberd gezeigt haben. Untersuchungen legen auch nahe, dass MEAs bei der Wiederherstellung der Sehfähigkeit helfen können, indem mit ihnen der Sehnerv angeregt wird.